# Парцельные грузы
Па́рцельные гру́зы — мелкие партии грузов, имеющих ценность; к ним также относятся нетоварные грузы: рекламные материалы, образцы товаров, какие-либо подарки и так далее.

## Перевозка
Перевозка таких грузов осуществляется строго по парцельной квитанции; она заменяет коносамент; в ней указываются:
- наименование груза;
- грузоотправитель;
- грузополучатель;
- число мест;
- масса;
- порт назначения;
- другие необходимые реквизиты[1].

На погрузочном ордере обычно пишут надпись: «То be shipped under parcel receipt» — то есть, отгружается по парцельной квитанции, которая является именной; она никак не может быть передана какому-либо другому лицу путём учинения передаточной надписи.